# Peter Nørklit
Peter Nørklit (født 13. februar 1971 i Glostrup) er en dansk håndboldtræner og tidligere håndboldspiller, der spillede som målmand. Hans seneste klub var HØJ Håndbold i 1. division. Han har tidligere spillet for FCK Håndbold i Håndboldligaen. Han har tidligere spillet for de spanske klubber Portland San Antonio og BM Altea.
Han indstillede karrieren inden 2019/2020-sæsonen efter 5 år i HØJ Håndbold i en alder af 48, hvorefter han blev træner i klubben.
I 1990'erne og starten af det 2000'erne var Nørklit en fast del af det danske håndboldlandshold.
Peter Nørklit er til dagligt lærer på Aurehøj Gymnasium i Gentofte, hvor han underviser i matematik og idræt.
Han er far til håndboldspilleren Andrea Nørklit Jørgensen, der spiller for Odense Håndbold.

## Eksterne links
- Spillerinfo Arkiveret 17. oktober 2012 hos  Wayback Machine